# Hynobius quelpaertensis
Hynobius quelpaertensis е вид земноводно от семейство Hynobiidae.

## Разпространение
Видът е разпространен в Южна Корея.